# Alpujarras

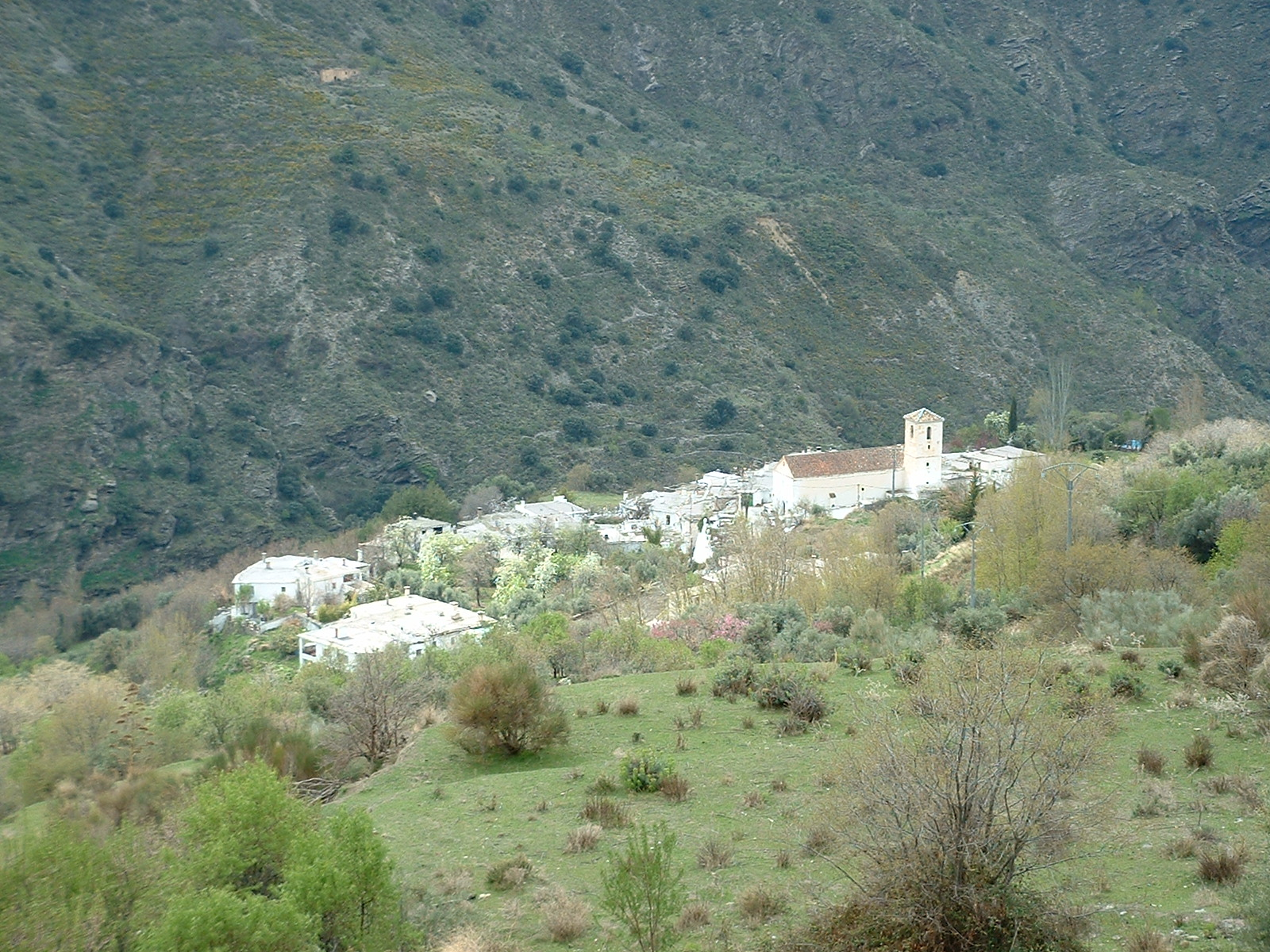
La Taha

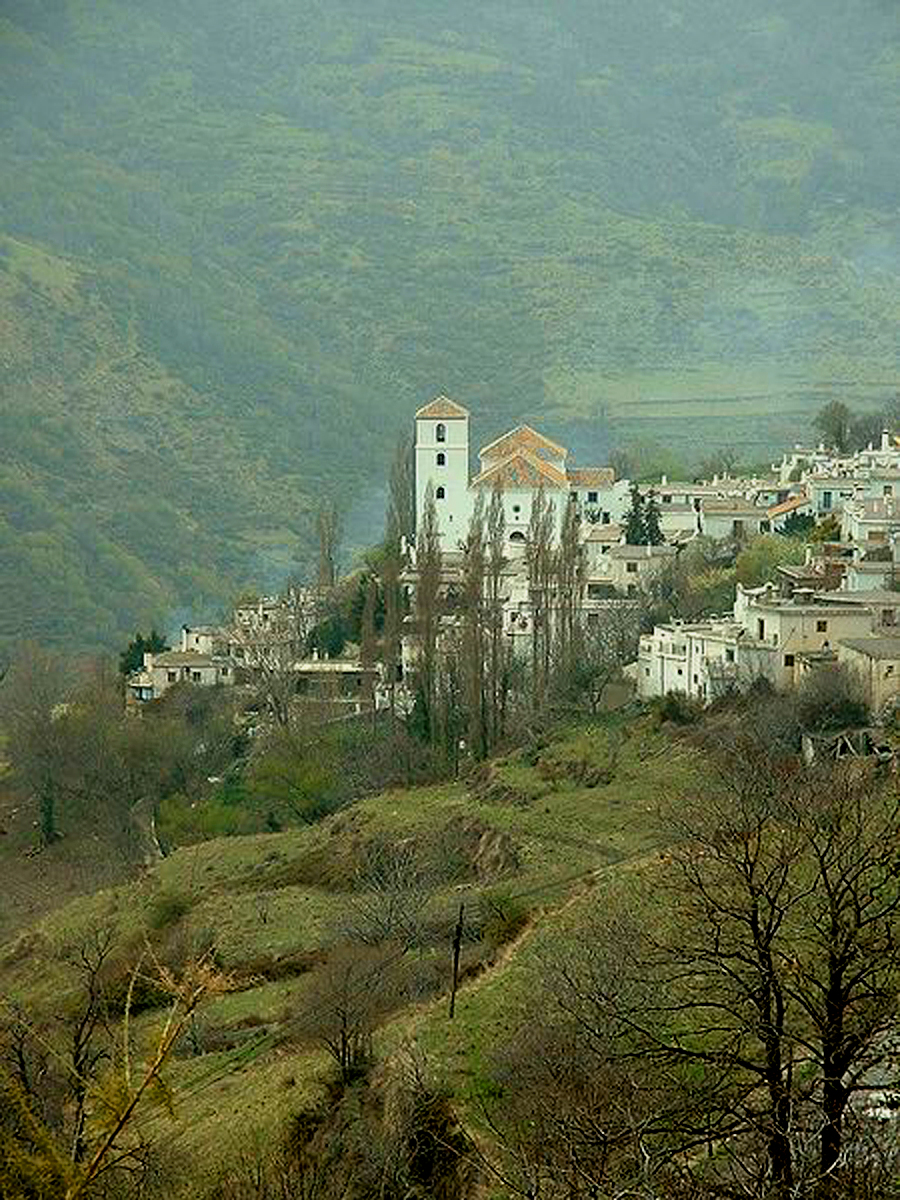
Bubión

Les Alpujarras (ou l'Alpujarra) sont une région montagneuse du sud de l'Espagne, partagée entre les provinces andalouses de Grenade et d'Almería. Elles se situent sur le flanc sud de la Sierra Nevada.
Les Alpujarras sont divisées en deux comarques : l'Alpujarra granadina dans la province de Grenade, et l'Alpujarra Almeriense dans la province d'Almería.

## Étymologie
Dans les textes anciens, la région est souvent appelée alpujarras, nom dérivé du terme arabe al Busherat (al-bugscharra), traduisible par "la Terre de l'herbe" ou la "Terre des pâturages".
L'auteur Pedro Antonio de Alarcón, qui publia en 1874 un livre relatant son passage dans les Alpujarras, fournit quatre hypothèses étymologiques supplémentaires. Il cite Luis de Mármol qui affirme que le mot dériverait de l'arabe "abuxarra", la querelleuse. Il cite aussi l'orientaliste Miguel Alcántara qui donne une autre origine plausible : le toponyme "abuxarra" signifierait indomptable. Deux orientalistes, Romen et Sacy, fournissent une troisième explication basée sur les témoignages de l'historien arabe Suar al-Kaici ; selon ce dernier, le terme d'Alpujarras viendrait du mot arabe "albordjela", la fortifiée. Enfin, Alarcón cite Simonet, qui voit dans le terme arabe "Albuxarrat", la montagne blanche ou montagne enneigée, l'origine du nom de la région.

## Géographie

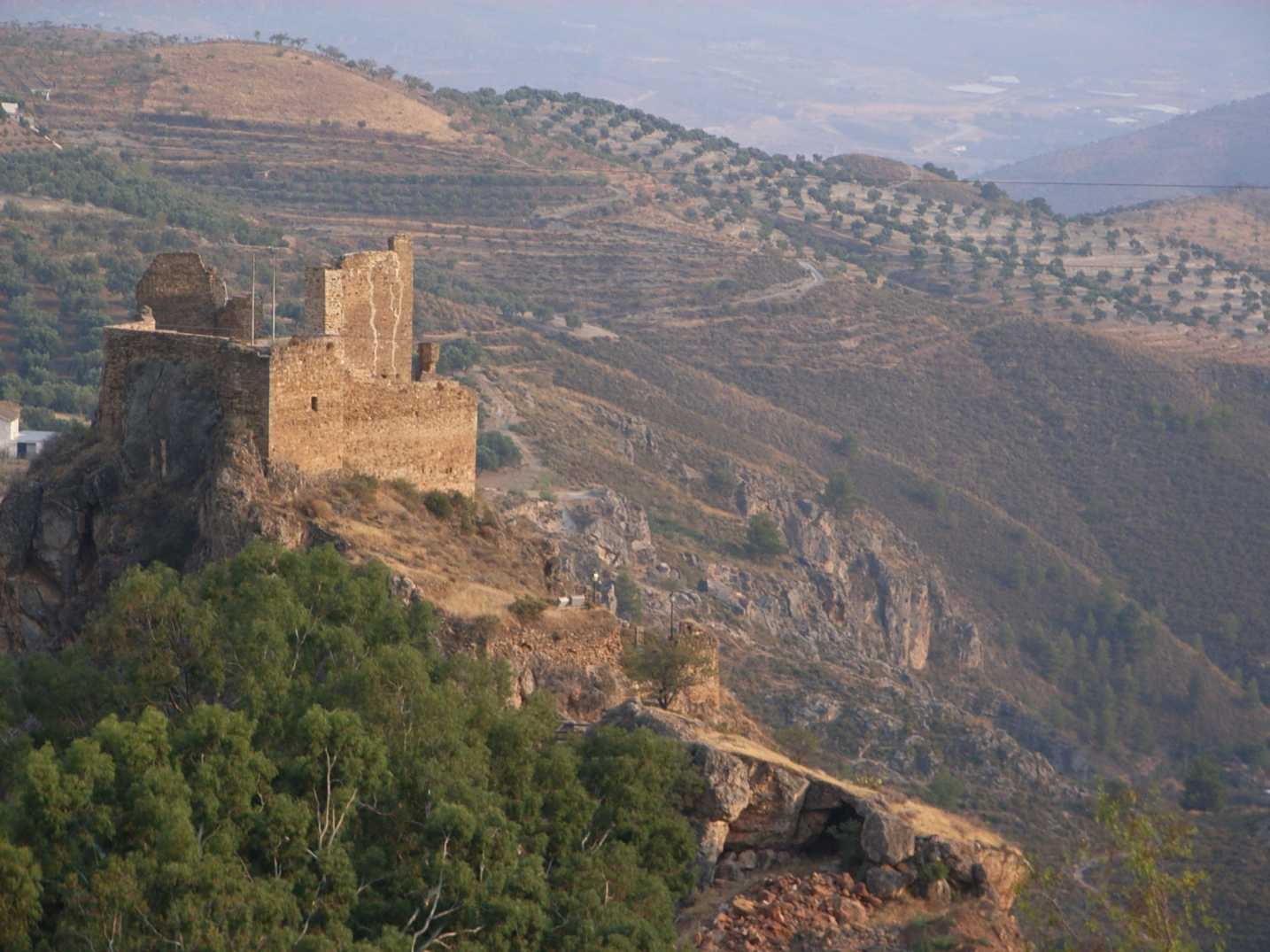

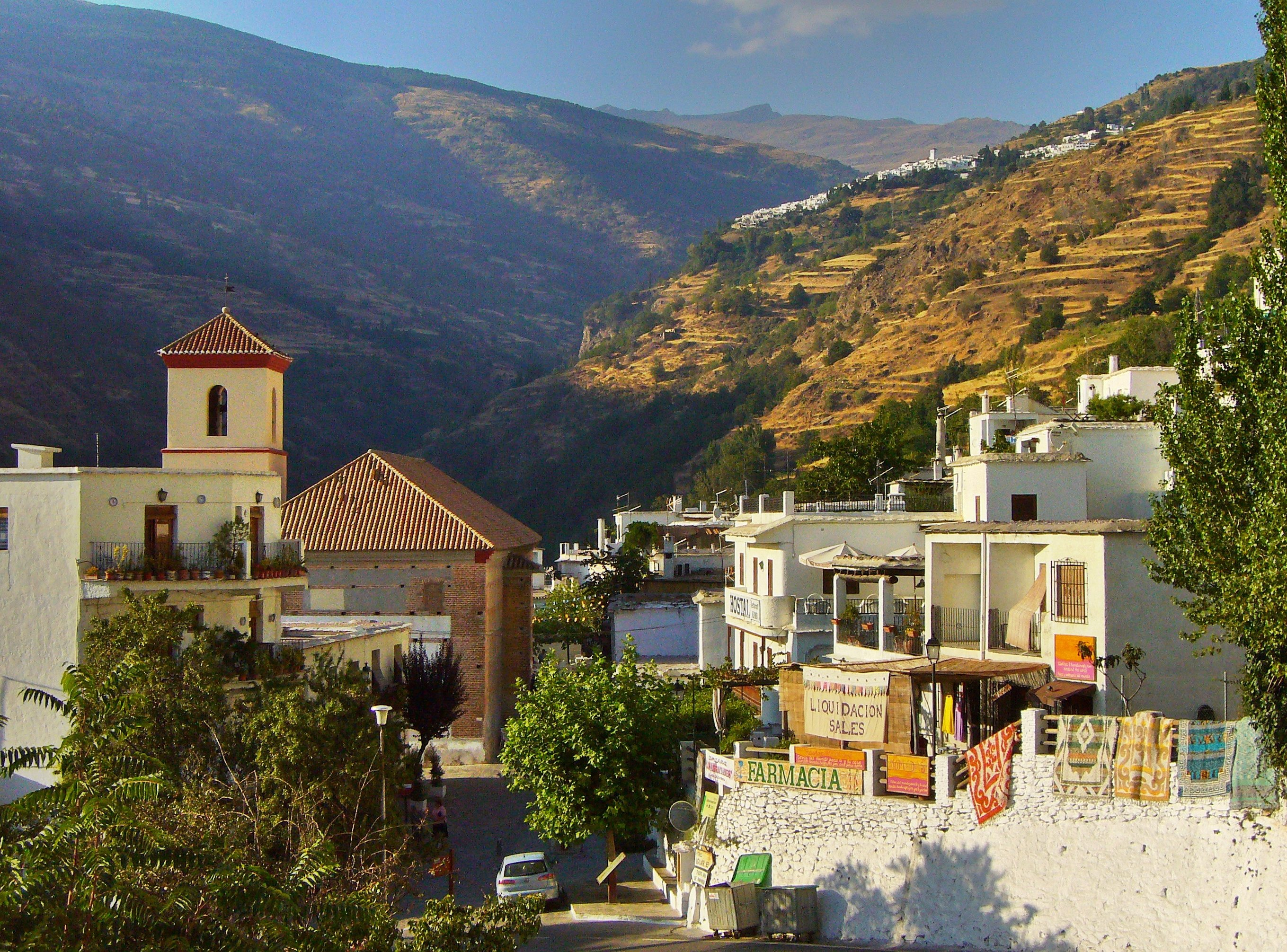
Pampaneira

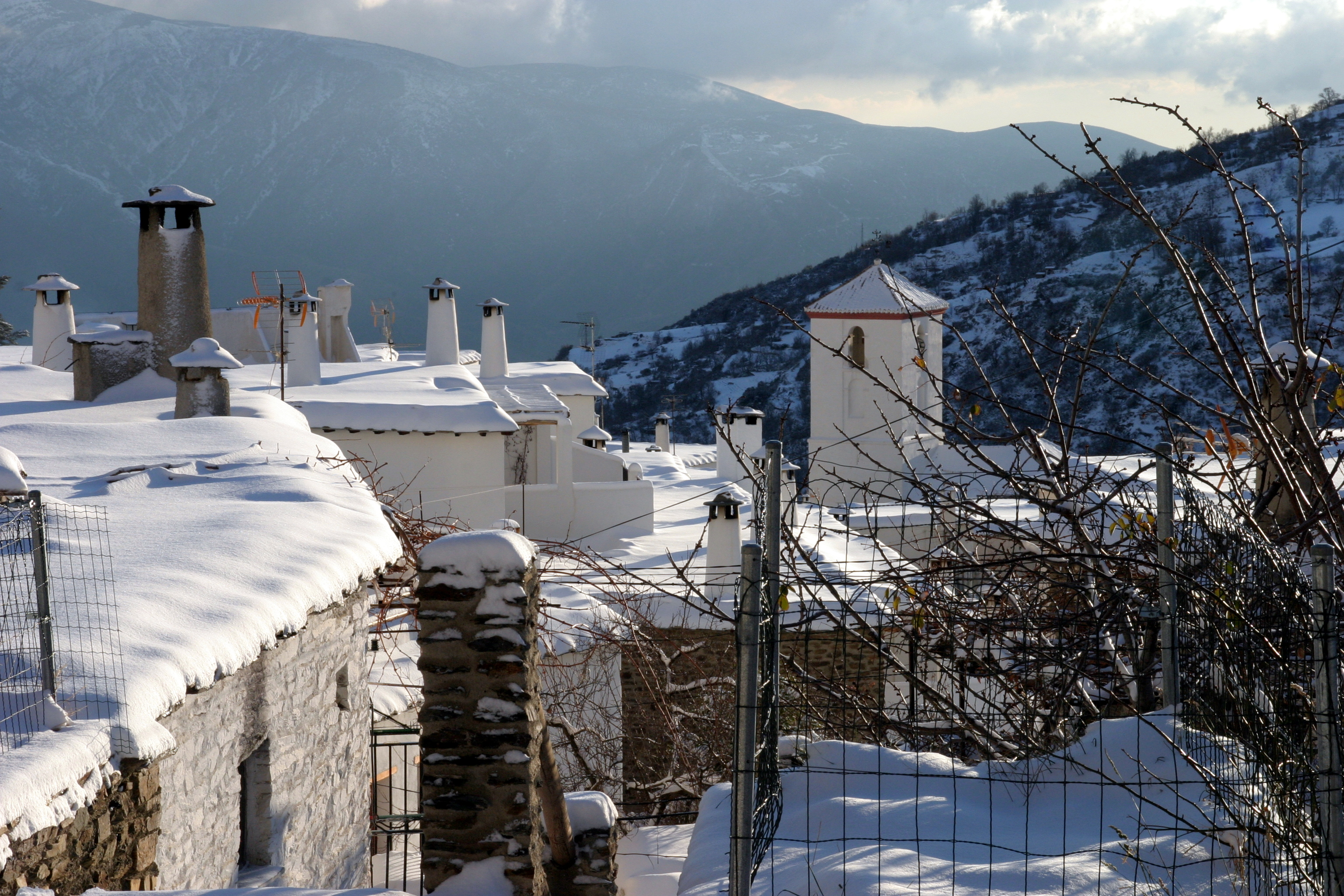
Capileira en hiver

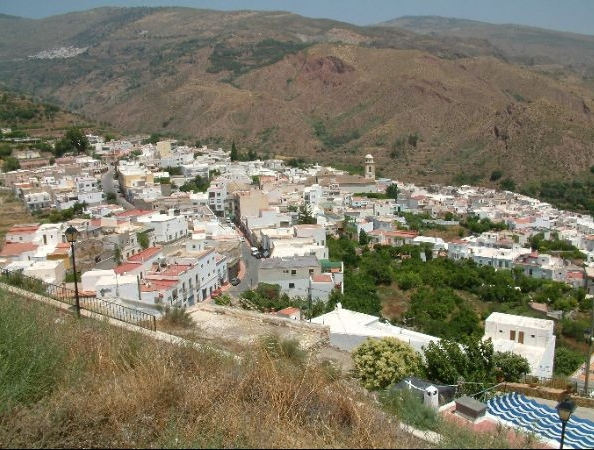
Canjáyar

### Localisation
L'Alpujarra commence au sud de la sierra Nevada et descend jusqu'à la mer Méditerranée ; elle est limitée à l'ouest par la sierra de Lújar (es) 
et à l'est par la sierra de Gádor.
Dans cette zone s'élève la sierra de la Contraviesa, dont les profils arrondis ont des hauteurs maximales avoisinant les 1 200 m ; la sierra de la Contraviesa délimite vers le sud une bande de terrain appelée elle aussi Contraviesa et où il existe une grande tradition viticole produisant le "vin Costa".

### Description
Les plus grandes villes des Alpujarras sont Lanjarón, connue pour son château (es) et ses eaux minérales (dont les thermes de Lanjarón (es)), Órgiva, Ugíjar, Cádiar, Ohanes, Paterna del Río, Laujar de Andarax et Berja. Trevélez est le village le plus haut d'Espagne, juché à 1 746 m. La nature des terrains donne l'impression que les maisons dans les villages s'empilent les unes au-dessus des autres. L'habitat dans ces villages est particulièrement caractéristique : toits plats à cheminée, balcons (tinaos), rues étroites escarpées, etc.
La région est connue pour sa beauté naturelle. En raison de son climat doux combiné à d'importantes ressources en eau dues aux rivières de la sierra Nevada, les vallées des Alpujarras jouissent d'une grande fertilité. La nature accidentée du terrain limite les cultures à de petites parcelles, empêchant l'utilisation de techniques agricoles modernes. Cette impossibilité de mécanisation engendre un manque de compétitivité, qui explique que le tourisme soit devenu un des moteurs économiques des vallées. Par ailleurs, l'élevage du porc ibérique y est très répandu : le climat offre des conditions de séchage idéales pour l'un des plus fameux jambons espagnols, le Jambon de Trevélez.
La flore est d'une grande richesse. Les arbres fruitiers abondent : orangers, citronniers, plaqueminiers, pommiers, figuiers, châtaigniers, amandiers et vignes. Cette végétation est particulièrement présente dans la partie occidentale de la région, l'Alpujarra d'Almería étant plus aride.

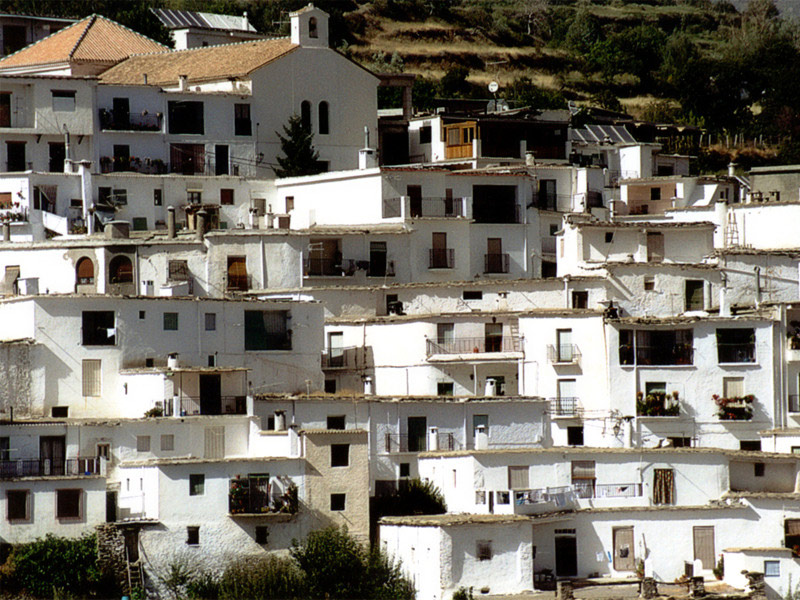
Trevélez
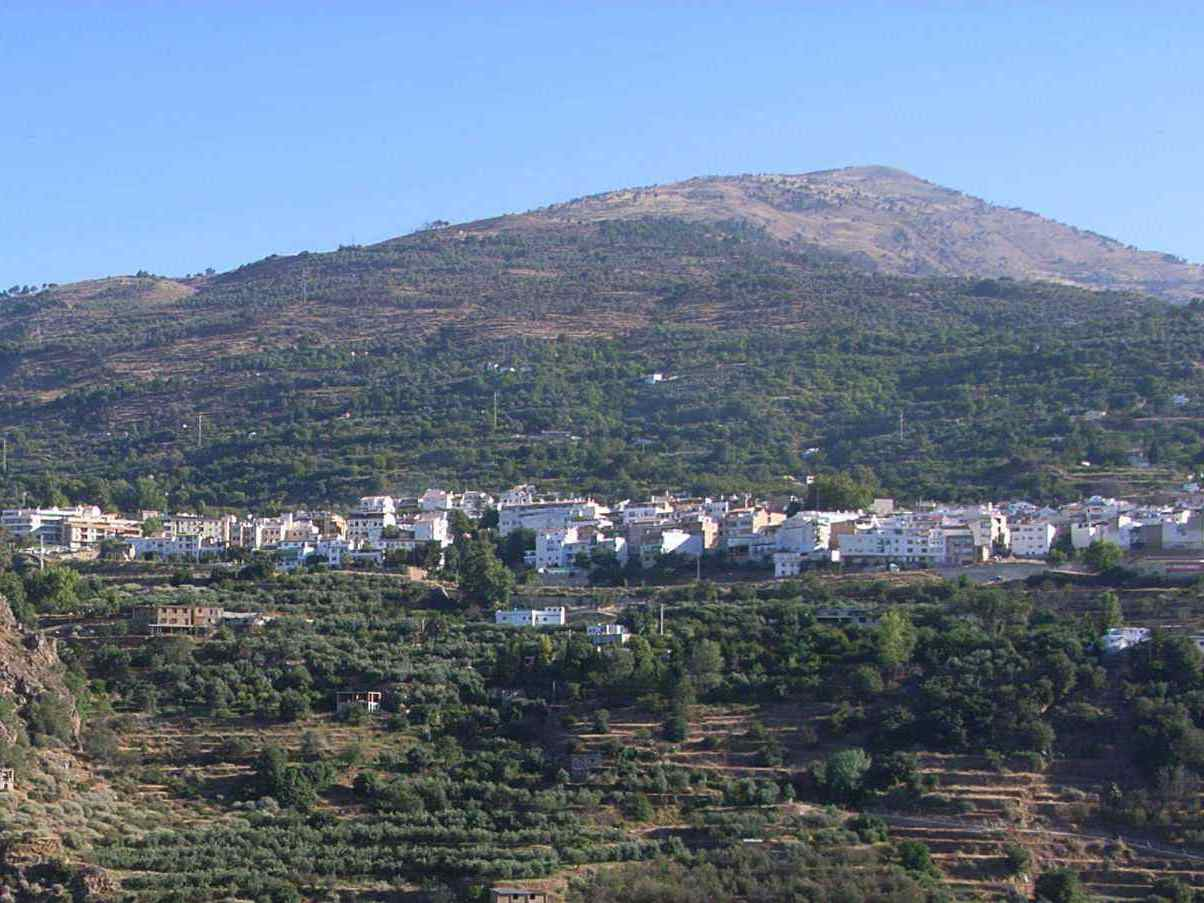
Lanjarón

## Histoire
Les Alpujarras a été successivement colonisée par les Ibères, les Celtes, les Romains, les Wisigoths puis par les Maures. Cependant, l'historien arabe Ibn Ragid affirme que la région n'a été conquise par les Maures qu'après leur conquête de l'Hispanie : en raison de l'aspérité du terrain, la colonisation s'est opérée plus tardivement et plus lentement qu'ailleurs.
Les Alpujarras ont représenté le dernier refuge des morisques, autorisés à y demeurer bien après la chute de Grenade en 1492. À la suite de la révolte morisque de 1568, la population fut expulsée d'une région qui leur avait servi de base militaire. Sur ordre de la couronne, deux familles morisques furent tenues de rester dans chaque village pour aider les nouveaux habitants arrivés du nord de l'Espagne (Asturies, Galice et León principalement) à s'installer et à cultiver la terre (terrasses, irrigation).
L'influence des Morisques peut toujours être observée dans l'agriculture, l'architecture similaire à celle des Maghrébins de l'Atlas, la cuisine, les tapis et la toponymie.

## Agriculture
La plupart des paysans des Alpujarras élèvent des moutons et des cochons. Rares sont ceux qui possèdent une ou deux vaches et le propriétaire d'un bœuf est tenu pour un riche. Ceux-là mêmes ne peuvent pas donner du foin aux animaux : ils préfèrent cultiver des haricots sur leurs lopins de terre, trop petits pour y faire pousser du fourrage en quantité suffisante. Les bovins, à Capileira et dans toute la région, sont envoyés sur les raides pentes du "barranco", avec les ânes et les mulets. Il est ainsi courant de voir les vaches grimper ou descendre avec grande aisance les éboulis couverts de neige, en quête de brins d'herbe qui ont pu pousser entre les cailloux.
Mille ans auparavant, les Maures pratiquaient déjà la culture en terrasses, la seule vraiment envisageable en ces raides vallées des Alpujarras. Ils avaient planté, entre autres, des mûriers et faisaient l'élevage des vers à soie. Les Espagnols ont employé les mêmes techniques pendant des siècles. Mais l'érosion a fini par rendre stériles des terres jadis très fertiles. Les paysans n'en ayant pas les moyens, les autorités ont entrepris des travaux en vue de rendre productives de nouvelles zones. Avec des excavatrices, des bulldozers et autres engins, des terrasses à flanc de montagne ont été taillées dans la vallée de l'Izbor. Cela dans l'espoir de récupérer d'autres surfaces arables, d'adoucir la pauvreté des montagnards et de ralentir leur exode massif en ville.
Résistant aux gelées et d'un rapport meilleur, l'amandier remplace peu à peu le traditionnel olivier dans les zones situées à moyenne altitude des vallées des Alpujarras.

## Habitations
Beaucoup de demeures dans les villages des Alpujarras ont deux ou trois siècles d'âge. Celles que les paysans abandonnent sont vite rachetées par des citadins aisés qui, sans altérer beaucoup leur aspect, en font des résidences secondaires pourvues de confort.